# Rachael Blackmore
Rachael Blackmore (* 11. Juli 1989 in Killenaule, Irland) ist eine irische Jockey, die im Pferdehindernisrennen aktiv ist. Sie war im Jahr 2021 der erste weibliche Jockey, der beim Cheltenham Festival die meisten (6) Siege erreichen konnte und die erste Frau, die jeweils das Grand National und den Cheltenham Gold Cup gewinnen konnte. Sie wurde im Jahr 2021 als die RTÉ Sports Person of the Year und BBC World Sport Star of the Year ausgezeichnet.

## Kindheit und Ausbildung
Blackmore wuchs als Tochter einer Lehrerin und eines Landwirts in Killenaule im County Tipperary auf. Früh begann sie mit dem Ponyreiten und plante zunächst Tierärztin zu werden, studierte dann aber Pferdewissenschaften.

## Aktive Karriere
Neben ihrem Studium begann sie als Amateur-Jockey zu arbeiten, bevor sie im Jahr 2015 zum Profi wurde. Ihren ersten Sieg hatte sie im Februar 2011 auf Stowaway Pearl, trainiert von Shark Hanlon, als sie die Tipperary Ladies’ Handicap Hurdle in Thurles gewann. Im Jahr 2017 war sie die erste Frau, die die Conditional Riders Championship, den Wettbewerb für junge Hindernis-Reiter aus Großbritannien und Irland, gewinnen konnte. Ihren ersten Einsatz beim Grand National hatte sie bei der Ausgabe 2018, wobei sie jedoch am 15. Hindernis mit Alpha Des Obeaux fiel.
In der Saison 2019 konnte sie ihren ersten Sieg beim Cheltenham Festival erringen, als sie mit A Plus Tard von Trainer Henry de Bromhead das Chase Brothers Novices’ Handicap Chase gewann. Auch konnte sie einen zweiten Sieg beim Albert Bartlett Novices’ Hurdle mit Minella Indo erreichen. Beim Grand National konnte sie dann mit Valseur Lido den 10. Platz erreichen.
Im Jahr 2020 konnte sie beim Cheltenham Festival sechs Siege erzielen. Wichtigster Sieg war dabei das Champion Hurdle auf Honeysuckle. Jedoch unterlag sie knapp beim Cheltenham Cold Cup, als sie sich für A Plus Tard entschied und den zweiten Platz hinter Minella Indo, geritten von Jack Kennedy, belegte, den sie zuvor abgelehnt hatte. Beim Grand National gelang ihr dann als erste Frau der Sieg, als sie auf Minella Times der ebenfalls von Henry de Bromhead trainiert wurde als 11–1 startende das wichtigste Rennen des Jahres gewinnen konnte. Für diese Leistungen wurde sie von der BBC als internationale Sportlerin des Jahres ausgezeichnet.
Beim Cheltenham Festival 2022 konnte sie zunächst ihren Sieg mit Honeysuckle beim Champion Hurdle wiederholen. Beim Gold Cup konnte sie sich dieses Mal mit A Plus Tard gegen Minella Indo durchsetzen und diesen als erste Frau gewinnen.
Im Mai 2025 gab sie ihr Karriereende bekannt.